# Talblindhed
Dyskalkuli eller talblindhed eller er en specifik indlæringsvanskelighed i matematik. Talblindhed er internationalt anerkendt, idet den er optaget i WHO's diagnosemanual ICD-10 under F81.2 – i samme kategori som ordblindhed (F81.0).

## Beskrivelse af talblindhed
Talblindhed rammer normalt- og højtbegavede mennesker. Hvis der er tegn på en lavere IQ end normen og en komplet mangel på forståelse for tal, kan akalkuli være årsagen. Det ses især ved hjerneskader og viser sig ved absolut ingen talforståelse. Undersøgelser viser, at der ikke er nævneværdig forskel på, hvilket køn der rammes oftest af talblindhed.
Mellem 3.6 og 6.5 procent af verdens befolkning har talblindhed. Disse tal kommer fra to undersøgelser: Gross-Tsur, Manor og Shalev fandt tallet 6.5 % i 1996. Lewis, Hitch og Walker fandt i 1994 frem til at 1.3% er talblinde, mens 2.3% både er talblinde og ordblinde. Der findes ingen danske undersøgelser.
Siden 1800-tallet har forskere talt om matematikvanskeligheder af forskellig art. På engelsk har de kaldt det arithmetic disability, arithmetic deficit, mathematical disability. WHO kalder det 'specific disorder of arithmetical skills'.
Engelske medierne har kaldt det digit dyslexia, number blindness og math dyslexia. Den kliniske engelske betegnelse er ‘dyscalculia’. Der er tvivl om hvornår ordet blev opfundet. Svenskeren Oluf Magne brugte ‘dyskalkyli’ i rapporten ‘Dyskalkyli blandt folkskoleelever’ fra Göteborgs Universitet i 1958. Det tidligste engelske brug af ‘dyscalculia’ er registreret i en reklame i New York Times i 1968.

## Typer af talblindhed
Der mangler forskning på området. Det, forskningen har vist, er, at der findes fire subtyper af talblindhed, hvor en eller flere kan være tilstede.
- Semantisk dyskalkuli giver sproglige problemer i matematik. At huske hvad tallene hedder, at huske hvad ordet “division” betyder, og at arbejde med tekstproblemer.

- Procedure dyskalkuli viser sig ved vanskeligheder med strategi, rækkefølger, fremgangsmåder, orden.

- Visuel/Spatial dyskalkuli giver problemer med det rumlige og visuelle – at læse viserne på et ur, at kunne finde fra A til B, højre-venstre / nord-syd-øst-vest.

- Numerisk fakta dyskalkuli er manglende forståelse for tal. Den viser sig ved problemer med plus, minus, gange, division. Rækker og regler kan ikke følges, når denne basisforståelse har mangler.

## Årsager til talblindhed
Forskere har ikke fundet årsagen til talblindhed. Det, de kom frem til for nogle år siden, er allerede erstattet af anden forskning. Fx troede man i 2003 at talblindhed udelukkende skyldtes sproglige vanskeligheder, men det var ikke tilfældet.
Neurologer har sat det sammen med læsioner ved gyri supramarginalis og angularis (ved forbindelsen mellem tindingebenet og issebenet).
Om arbejdshukommelse har Adams og Hitch sagt, at den er en af de vigtigste faktorer ved mental addition. Ud fra denne forskning arbejdede Geary videre med en undersøgelse der viste, at der var et problem med arbejdshukommelse hos talblinde. Hos matematisk begavede mennesker kan man se en forhøjet EEG aktivitet – og der er noget forskning, der viser, at det modsatte er tilfældet i den højre hemisfære hos talblinde. Desuden kan generelle problemer med korttidshukommelsen være årsag. Man ved også, at problemer eller misbrug under graviditeten, for tidlig fødsel eller kompliceret fødsel kan være årsag til talblindhed på samme måde som ordblindhed – men der mangler specifik forskning inden for dyskalkuli.
Ved akalkuli, der skyldes neurologisk skade som slagtilfælde, er dyskalkuli en specifik udviklingsforstyrrelse først observeret under erhvervelse af matematisk viden.

## Eksterner henvisninger
- Talblind.dk Arkiveret 13. marts 2016 hos  Wayback Machine – Hvad er talblindhed?